# Экои
Экои (эджагам — самоназвание), экве — народ на юго-востоке Нигерии.

## Язык
Относятся к бенуэ-конголезской группе нигеро-кордофанской семьи, говорят на языке экои (эджагам). Родственны народам боки, якё и йала (Кобищанов 1999: 474).

## Социальное устройство
Основа социальной организации — деревенские общины, большие семьи, родовая организация, мужское тайное общество «людей-леопардов» Эгбо, созданное экои и широко распространившееся по всей Южной Нигерии, женские тайные общества (Экпа, или Нимм-Мбоандем, и др.), возрастные институты, корпоративные ассоциации охотников за головами. Счёт родства двойной унилатеральный, брачное поселение вири- и авункулокальное (Ольдерогге 1954: 122).

## Хозяйство
Традиционные занятия — ручное земледелие (ямс, маниок, бататы, арахис), охота, ткачество, гончарство, резьба по дереву (маски, часто обтянутые кожей, фигурки предков в виде столбов, увенчанных стилизованными головами) (Кобищанов 1999: 474).
Жилище — круглые хижины с конической крышей (Ольдерогге 1954: 126).